# 36 de l'Àguila
36 de l'Àguila (36 Aquilae) és una estrella de la constel·lació d'Aquila. Té una magnitud aparent de +5,03.